# Sayella chesapeakea
Sayella chesapeakea är en snäckart som beskrevs av Morrison 1939. Sayella chesapeakea ingår i släktet Sayella och familjen Pyramidellidae. Inga underarter finns listade i Catalogue of Life.